# اماوریکوپام
اماوریکوپام (به انگلیسی: Ammavarikuppam) یک منطقهٔ مسکونی در هند است که در تامیل نادو واقع شده‌است.

## خصوصیات
اماوریکوپام ۹٬۳۷۴ نفر جمعیت دارد.